# 3373 Koktebelia
A 3373 Koktebelia (ideiglenes jelöléssel 1978 QQ2) a Naprendszer kisbolygóövében található aszteroida. Nyikolaj Sztyepanovics Csernih fedezte fel 1978. augusztus 31-én.